# Akamasia cyprogenia
Akamasia cyprogenia is een spinnensoort in de familie van de Zoropsidae. De wetenschappelijke naam van de soort werd voor het eerst geldig gepubliceerd in 1997 door Bosselaers als Zoropsis cyprogenis.